# 锡尔维
锡尔维（義大利語：Silvi），是意大利泰拉莫省的一个市镇。总面积20.6平方公里，人口15750人，人口密度764.6人/平方公里（2009年）。ISTAT代码为067040。